# Crystal Allen
Crystal Allen (13 de agosto de 1972) es una actriz estadounidense de cine y televisión.

## Carrera
Allen ha aparecido en papeles como estrella invitada, incluyendo episodios de series de televisión como Sex and the City, Ed, Los Soprano, NCIS, Boston Legal, Star Trek: Enterprise, JAG, etc. Ha aparecido en muchos anuncios de televisión, incluyendo anuncios de Tic Tac, Nissan, etc. Allen ha actuado como protagonista en las películas Anaconda 3: Offspring y su secuela Anacondas: Trail of Blood, interpretando a Amanda Hayes. Ella también ha aparecido en exitosas series como Prison Break y Desperate Housewives.

## Filmografía

### Cine
| Año  | Película                                | Personaje                                | Notas                              |
| ---- | --------------------------------------- | ---------------------------------------- | ---------------------------------- |
| 1998 | Legionnaire                             | Papel menor "Extra"                      |                                    |
| 1999 | The Underground Comedy Movie            | Crystaline                               |                                    |
| 2002 | And She Was                             | Estríper                                 |                                    |
| 2002 | Maid in Manhattan                       | Novia del Sr. Lefferts                   |                                    |
| 2002 | Lobos de Wall Street                    | Chica en la fiesta #2                    |                                    |
| 2004 | Subway Coffee                           | Samantha May                             |                                    |
| 2004 | Salón de estudio                        | Karen                                    |                                    |
| 2006 | Falling in Love with the Girl Next Door | Theresa Connolly                         | Cine y Televisión                  |
| 2007 | Sabático                                | Wendy                                    | Serie de películas para televisión |
| 2008 | Anaconda 3: Offspring                   | Dra. Amanda Hayes                        |                                    |
| 2008 | Divas de Novella                        | Cassidy                                  | Cine y Televisión                  |
| 2009 | Anacondas: Trail of Blood               | Amanda Hayes                             |                                    |
| 2010 | Oro de Hanna                            | Claire Davis                             |                                    |
| 2011 | Tormenta Fantasma                       | Ashley Miller                            | Cine y Televisión                  |
| 2012 | Crooked Arrows                          | Julie Gifford                            |                                    |
| ?    | School of Monster                       | Asistente de Educación Entrenador físico | Posproducción                      |

### Televisión
| Año  | Película              | Personaje       | Notas                               |
| ---- | --------------------- | --------------- | ----------------------------------- |
| 1999 | Sex and the City      | Chica hermosa   | Episodio: "Old Dogs, New Dicks"     |
| 2001 | Ed                    | Selma Northvale | Episodio: "El examen"               |
| 2002 | Los Soprano           | Lisa            | Episodio: "Calling All Cars"        |
| 2003 | NCIS                  | Laura           | Episodio: "Marine Nown"             |
| 2004 | Summerland            | Pattie          | Episodio: "La vida en la pecera"    |
| 2005 | Boston Legal          | Maddie Tyler    | Episodio: "Schmidt Happens"         |
| 2005 | JAG                   | Priscilla Ford  | Episodio: "Corazón de la oscuridad" |
| 2005 | Star Trek: Enterprise | D'Nesh          | Episodio:"Ligado"                   |
| 2005 | Wanted                | Linda           | Piloto de televisión                |
| 2006 | Hombres modernos      | Shelly          | Episodio: "Sexual Healing"          |
| 2007 | Desperate Housewives  | Kelly           | Episodio: "Mi marido, el cerdo      |
| 2008 | Canooks               | Ooma Sturnam    | Piloto de televisión                |
| 2008 | Prison Break          | Tia             | Episodio: "El estado del sol"       |
| 2011 | Femme Fatales         | Rhonda          | Episodio: "Help Me, Rhonda"         |
| 2011 | Haven                 | Colleen Pierce  | Episodio: "Bussiness as Usual"      |
| 2012 | Body of Proof         | Vanessa Winters | Episodio: Gajes del oficio          |